# Walter Havighurst
Walter Edwin Havighurst (Appleton, 28 novembre 1901 – Richmond, 3 febbraio 1994) è stato uno scrittore, storico e critico letterario statunitense.

## Biografia
Walter Edwin Havighurst nacque ad Appleton il 28 novembre 1901, figlio di Freeman Alfred Havighurst e di Winifred Weter Havighurst. Frequentò l'Università Wesleyana dell'Ohio e ottenne il Bachelor of Arts all'Università di Denver nel 1924. Frequentò il King's College London dal 1925 al 1926. Nel 1928 fu studente all'Università di Boston, dove conseguì il Bachelor of Sacred Theology e la Columbia University, dove ottenne la Laurea magistrale. Nel 1930 Havighurst sposò ad Oxford, in Ohio, Marion Boyd, anch'essa e scrittrice. Insieme scrissero alcuni libri, come Song of the Pines (candidato alla Medaglia Newbery) e Climb a Lofty Ladder. Alla morte di Marion (avvenuta nel 1974), Havighurst si trasferì a Richmond, in Indiana, dove morì d'infarto il 3 febbraio 1994. Il legato del suo testamento prescrisse la creazione del The Havighurst Center for Russian and Post-Soviet Studies, centro studi della Miami University di Oxford, avvenuta nel 2000. Il fratello di Havighurst, Robert (1900 – 1991), fu professore all'Università di Chicago.

## Opere[1]
Havighurst scrisse oltre 30 libri. Il suo debutto letterario, Piers 17, fu candidato al Premio Pulitzer nel 1935. Per la sua opera ottenne numerosi premi e riconoscimenti, fra cui una candidatura alla Medaglia Newbery (per Song of the Pines), un Friends of American Writers Award per il miglior libro scritto da un americano degli Stati Uniti d'America medio-occidentali (per Land of Promise) e un American History Prize della Society of Midland Authors (per River Road to the West). Come storico, Havighurst, pubblicò una biografia di Alexander Spotswood, governatore della Virginia coloniale del XVIII secolo Alexander Spotswood: Portrait of a Governor, nonché Proud Prisoner: Sir Henry Hamilton e Ohio: A Bicentennial History.
- Pier 17 (1935)
- The Quiet Shore (1937)
- The Upper Mississippi (1937)
- The Winds of Spring (1940)
- No Homeward Course (1940)
- The Long Ships Passing (1942)
- High Prairie (con Marion Havighurst, 1944)
- Land of Promise (1946)
- Signature of Time (1949)
- Song of the Pines (con Marion Havighurst, 1949)
- George Rogers Clark (1952)
- Climb a Lofty Ladder (con Marion Havighurst, 1952)
- Annie Oakley of the Wild West (1954)
- Wilderness for Sale (1956)
- Vein of Iron: The Pickands Mather Story (1958)
- Land of the Long Horizons (1960)
- The Heartland (1962)
- Voices on the River (1964)
- Proud Prisoner: Sir Henry Hamilton (1964)
- The Three Flags at the Straits: Forts of Mackinac (1966)
- The Great Lakes Reader (1966)
- Alexander Spotswood: Portrait of a Governor (1967)
- River to the West: Three Centuries on the Ohio (1970)
- Men of Old Miami: A Book of Portraits (1974)
- Ohio: A Bicentennial History (1976)
- The Dolibois Years (1982)